# Ses Salines (Ibiza)

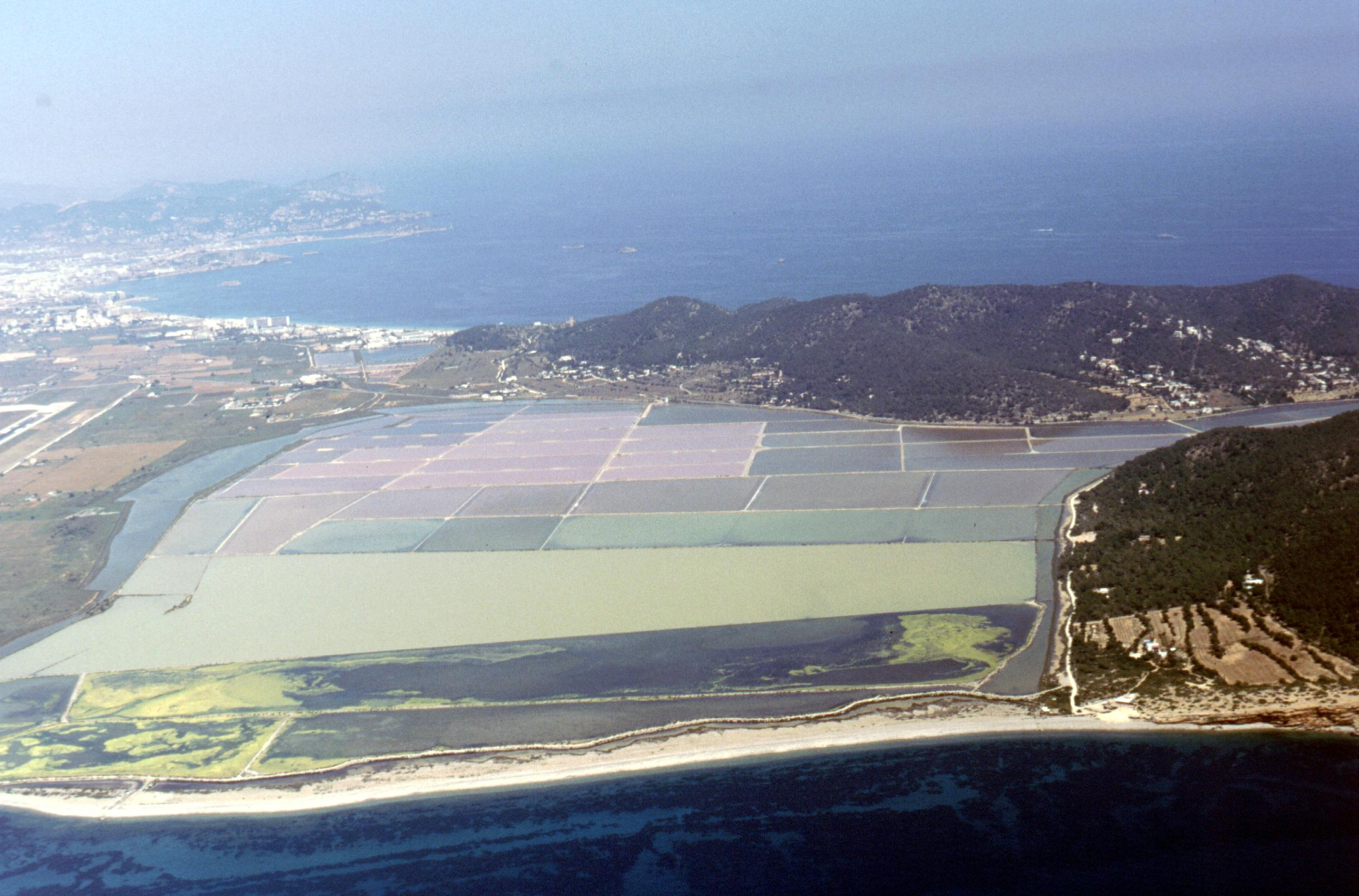
Ses Salines, Ibiza (kleinerer, östlicher Teil)

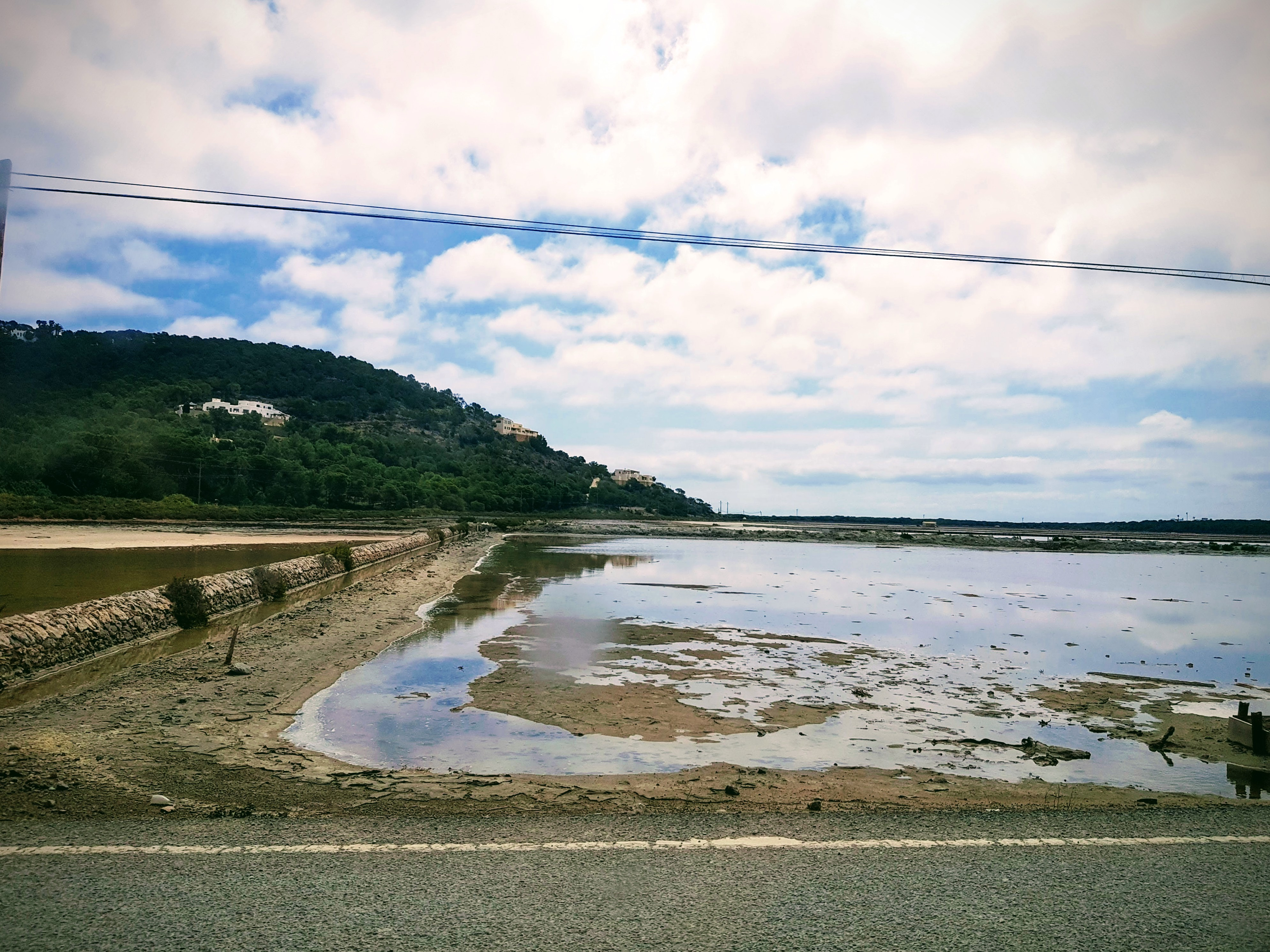
Ses Salines d'Eivissa i Formentera

Ses Salines ist ein bedeutendes Salzgewinnungsgebiet des Mittelmeerraumes und befindet sich auf der spanischen Baleareninsel Ibiza. Das Naturschutzgebiet (Parque Natural de Ses Salines d’Eivissa i Formentera) liegt an der Südspitze Ibizas im Gemeindegebiet von Sant Josep de sa Talaia.

## Geschichte

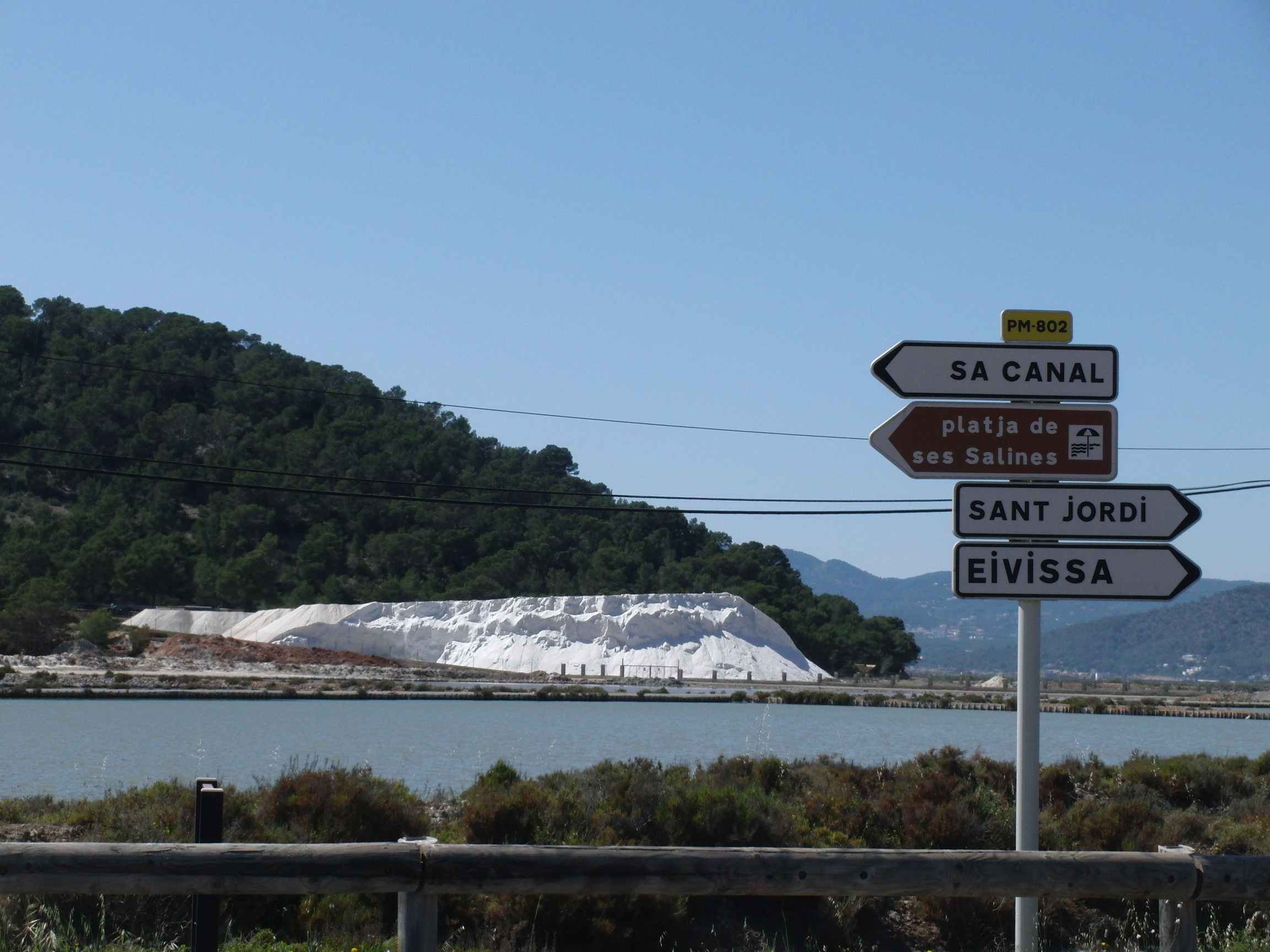
Salzberg bei Ses Salines, Eivissa

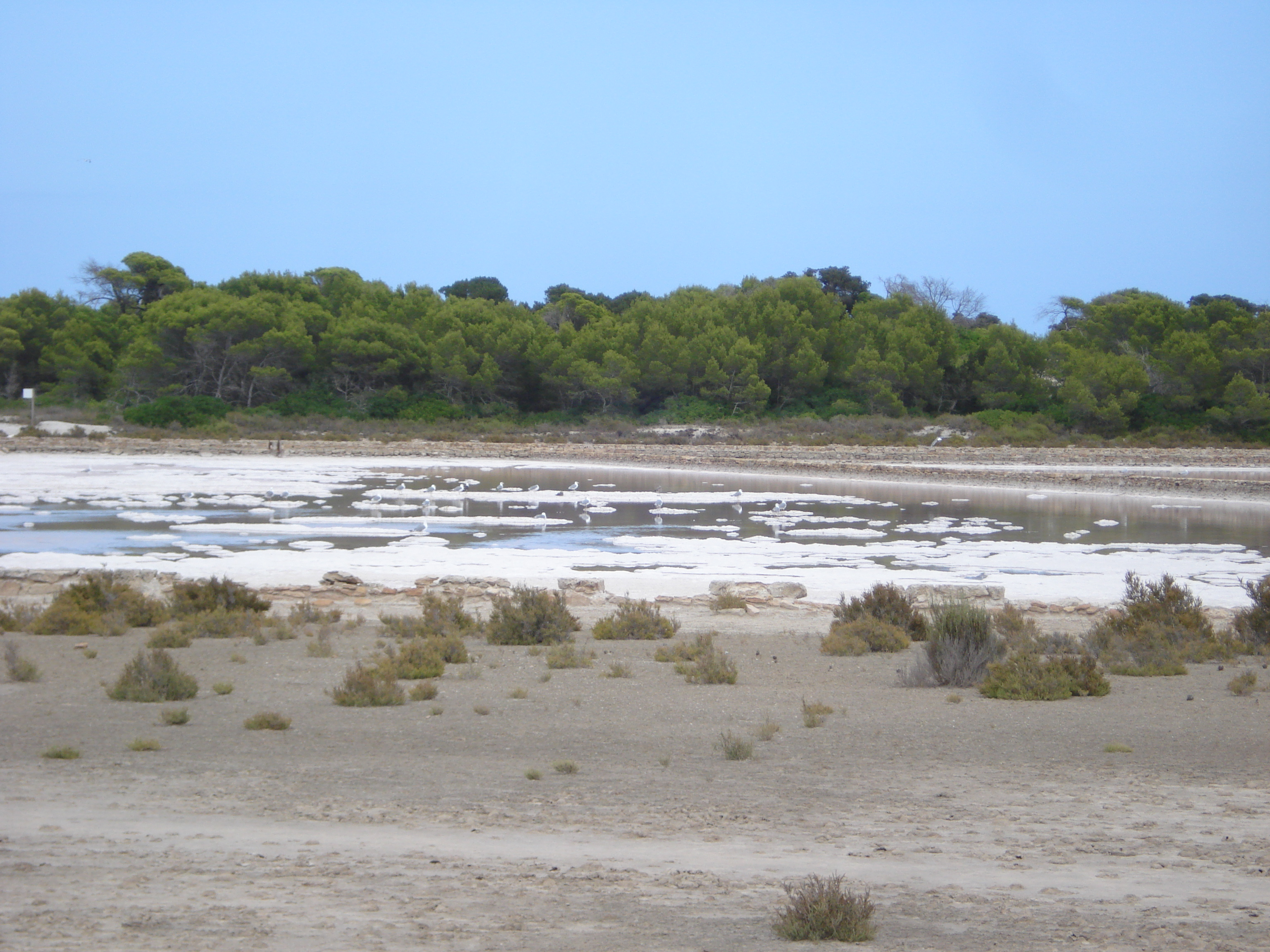
Ses Salines, Eivissa

Im Jahre 654 v. Chr. gründeten die phönizischen Karthager an der Ostseite der Hafenbucht von Ibiza (Eivissa) eine Kolonie, die dieses Salzgebiet nutzte.
123 v. Chr. wurden die Balearen von Quintus Caecilius Metellus, genannt Balearicus, erobert. Die Römer nannten die Stadt Ibiza Ebesus. Als konföderative Stadt konnte sie sich eine gewisse Autonomie bewahren. So mussten die Einwohner keinen Tribut zahlen und die Salzgewinnung wurde weiter betrieben.
1229, als die Christen Ibiza im Zuge der Reconquista zurückeroberten, wurde Ses Salines zum wichtigsten Salzgewinnungsgebiet des Mittelmeerraumes. Mehrere Jahrhunderte gehörte Ses Salines der spanischen Krone an und man gab den Bewohnern von Ibiza die Erlaubnis, unbegrenzt Salz zu gewinnen und es gegen eine Steuer über die gewonnene Menge verkaufen zu können.
Im Jahre 1299 als der König Jaume II. Behörden zur Verwaltung öffentlicher Belange gründete und ein repräsentatives Regierungsorgan für die Insel schuf, sollten die Erträge aus dem Salz die Haupteinnahmequelle für diese Verwaltungseinrichtung darstellen. Und so entstand auch hinsichtlich der Verwaltung der Salinen eine ganze Reihe von Ämtern.
1709 wurden die Salinen an einen Kaufmann aus Genua, Joan Baptista Visconti verpachtet, der sie bewirtschaftete, bis sie sich König Philipp V. von Spanien nach Beendigung des Spanischen Erbfolgekrieges sich die Salinen durch „Eroberungsrecht“ aneignete.
1871 wurden die Salinen von Ibiza an den Mallorquiner Josep Astier für 1.162.020 Peseten verkauft.
1977 gab es eine erste Bewegung zum Schutze des Gebietes um die Salinen. 
2001 wurde Ses Salines mit dem Umweltschutzgesetz 17/2001 vom 19. Dezember d. J. zum Naturschutzgebiet erklärt.
Nach wie vor wird auch heute noch in Ses Salines Salz gewonnen und beispielsweise nach Skandinavien exportiert. So wurden im Jahr 2016 65.000 Tonnen Salz auf einer Fläche von 450 Hektar gewonnen. Dies ist nach 18 Jahren die höchste abgeschöpfte Menge die bislang gewonnen werden konnte. Der Preis für eine Tonne ist jedoch von 24,-EUR auf 
19,- EUR gesunken. 19.000 Tonnen des Salzes werden zur Enteisung in den Norden Europas verschifft. Die größte Menge wird allerdings zur Stockfischverarbeitung auf die Färöer-Inseln und nach Dänemark verkauft.

## Der Naturschutzpark  (Parque Natural de Ses Salines d’Eivissa i Formentera)

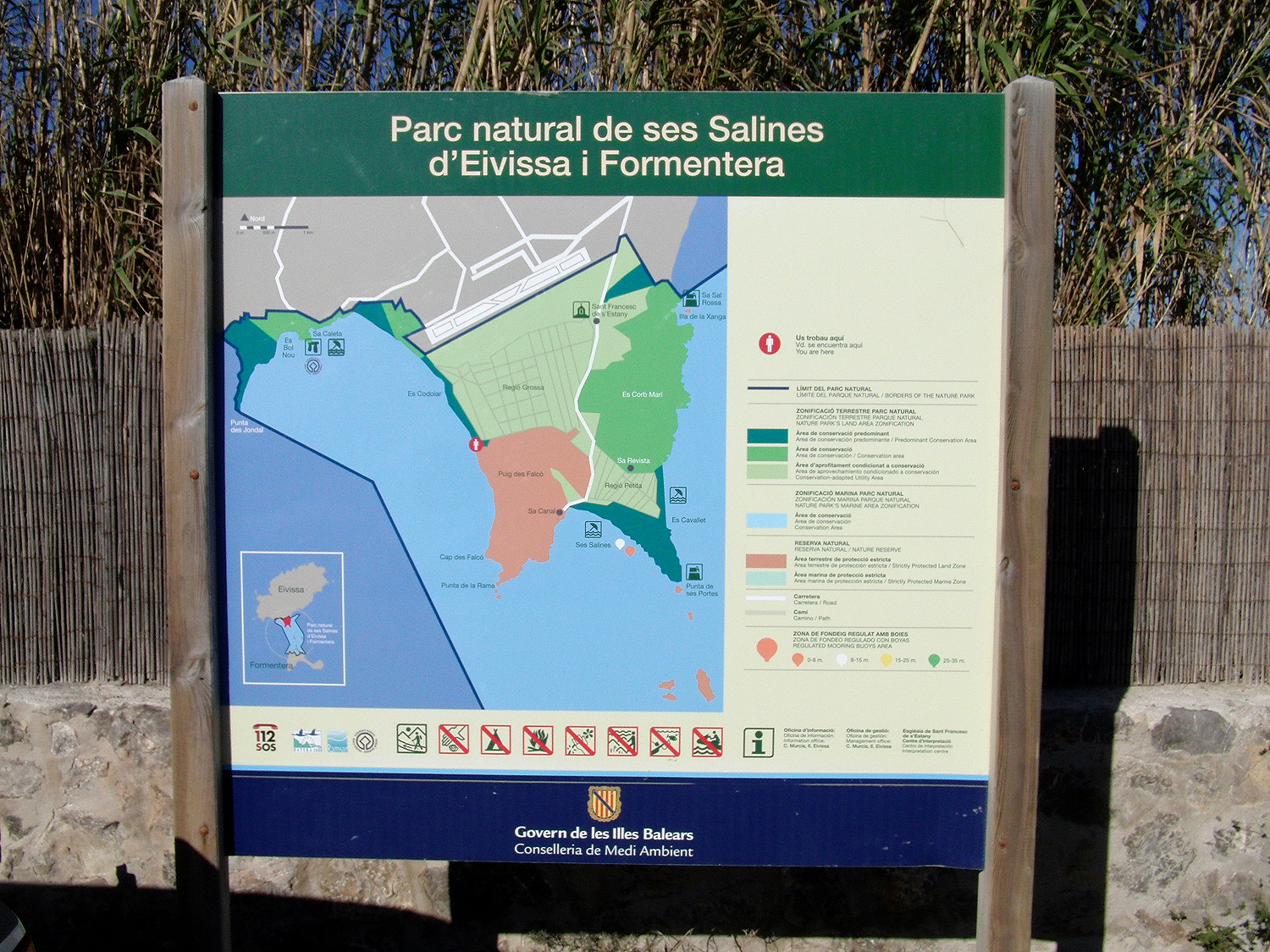
Hinweisschild im Naturpark Ses Salines

Die Naturschutzzone umfasst das Gebiet zwischen dem Süden Ibizas und dem Norden von Formentera einschließlich der Inselgruppe Des Freus mit s'Espalmador, s'Espardell und Des Penjats. Die Gesamtfläche von ca. 15.400 ha setzt sich aus ca. 1.800 ha Landfläche und ca. 13.600 ha Meeresfläche zusammen.
Die gesamte Schutzzone beherbergt eine ganze Reihe unterschiedlich bedeutender Ökosysteme, die sich aus Dünenlandschaften, Stränden, Sumpfgebieten, Steilküsten, felsiger Küstenzone, den alten Becken zur Salzgewinnung und der im Mittelmeer größten zusammenhängenden Fläche von Seegraswiesen (Neptungras) zusammensetzt. Seit 1999 ist das Gebiet der Seegraswiesen UNESCO-Welterbe. Das gesamte Gebiet ist Lebensraum gefährdeter Arten und Brut- und/oder Durchzugsgebiet diverser Vogelarten.
Der Verwaltungssitz des Parque Natural de Ses Salines d’Eivissa i Formentera befindet sich im Zentrum der Stadt und ist zugleich auch die zuständige Behörde für das gleichnamige Naturschutzgebiet auf der Insel Formentera.
Im Park erlaubt ist:

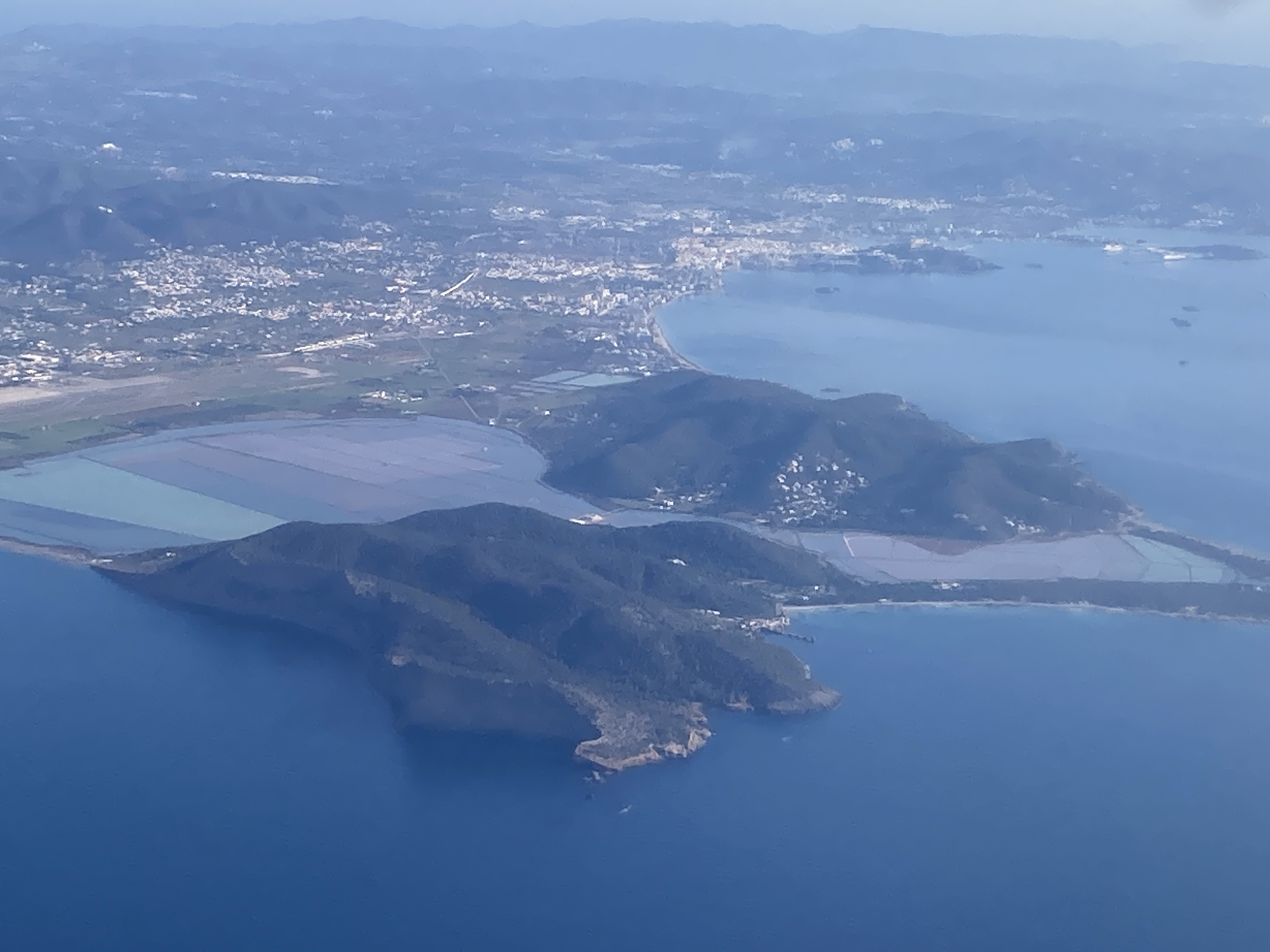
Die Salzbecken der Salinen von Ibiza (Gesamtansicht mit beiden Teilen)

- Die Beobachtung von Fauna und Flora
- Nicht-Professionelle Fotografie ohne die vorgeschriebenen Wege zu verlassen und
- Alles, was den Park weder beeinträchtigt noch schadet.

Für Folgendes wird eine schriftliche Genehmigung verlangt:
- wissenschaftliche Untersuchungen
- Sporttauchen
- Filmproduktion und professionelle Fotografie
- Feuer machen

Strikt verboten ist:
- Fahren mit Wassermotorrädern
- Unterwasserfischen (Harpunieren)
- Das Baden und die Schlammbäder in der Lagune von s’Espalmador
- Das Ankern und Anlegen bei der Inselgruppe
- Das Entfernen von Flora und Fauna sowohl an Land wie in der Meereszone.
- Der Aufenthalt in den Bereichen der Salzgewinnung oder Salzbecken.
- Jegliche Übernachtung: sowohl in Zelten, als auch in Fahrzeugen.
- Jegliches Fahren außerhalb gekennzeichneter Wege
- durch die Dünen zu gehen und außerhalb gekennzeichneter Wege zu laufen.

## Flora und Fauna
Ses Salines ist ein Lebensraum für einheimische Pflanzen und Tiere. Die Flora wird durch den Salzgehalt der Erde beeinflusst und es überwiegen das einheimische Immergrün, Spanisches Rohr und zahlreiche Salzpflanzen. Die angrenzenden Hügel, wo der Salzgehalt geringer ist, sind mit Sadebäumen, Pinienwälder, Rosmarin- und Zistrosensträucher bewachsen.
Unter den über 210 erfassten Vogelarten wie Stelzenläufer, Rotschenkel und Löffelenten treten die Reiher und die Flamingos hervor, die sich besonders in den Monaten Juli bis Oktober und von Februar bis Mai dort niederlassen und beobachtet werden können.

## Gefährdung
Durch den Massentourismus und die Zunahme des Schiffsverkehrs, insbesondere der Groß-Yachten und Kreuzfahrtschiffe werden die Neptungrasfelder stark dezimiert.
Der Meeresbiologe Manu San Felixe aus Formentera filmte im Sommer 2011 wie die 100 Meter lange Motoryacht 'Turama' an einem einzigen Tag einen Hektar Neptungras (Posidonia Oceanica) vernichtete. Im April 2012 deckte der 'Diario de Ibiza' auf, dass das 181 Meter lange Kreuzfahrtschiff Columbus 2 der Hapag-Lloyd Kreuzfahrten über den schützenswerten Neptungrasfeldern ankerte. Bei Herausziehen der Anker werden große Mengen Seegras herausgerissen und so könnten bei anhaltender Schädigung diese Ökosysteme in drei Jahren verschwunden sein.

## Sehenswertes

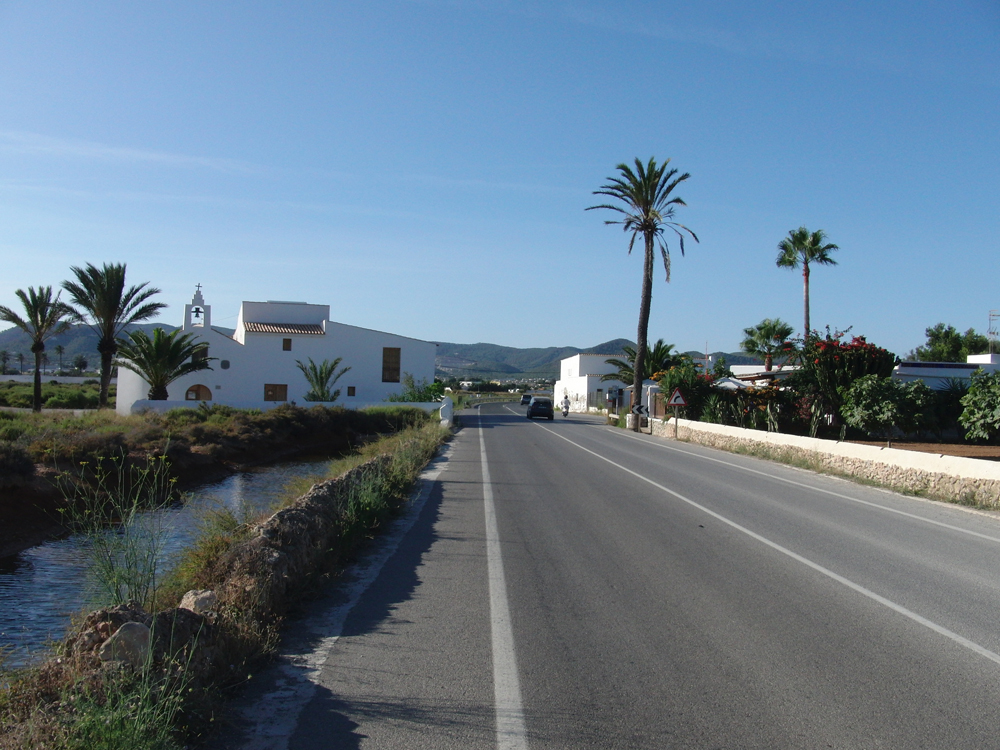
Sant Francesc de s'Estany

Am Rande der Salzfelder liegt die kleine Kirche Sant Francesc (San Francisco, span.), die eigens für die Arbeiter der Salinen im 18. Jahrhundert errichtet wurde. Direkt an der Straße zu den Badestränden Ses Salines und Es Cavallet gelegen, sind noch wenige kleine Häuser für die damaligen Arbeiter zu sehen. In der Kirche Iglesia de Sant Francesc de s’Estany, in der früher für die Arbeiter der Salinen Gottesdienste abgehalten wurden, werden am Tag des örtlichen Schutzpatrons  (2. April) auch heute noch ein Gottesdienst mit anschließender Folklore-Darbietung abgehalten. Zum Schutz der Salinenarbeiter vor Barbaresken-Korsaren wurden am Ende des 16. Jahrhunderts zwei Wehrtürme errichtet. Der Torre de sa Sal Rossa, der Besuchern offensteht, und der Torre de ses Portes sind in gutem baulichem Zustand.

## Nachweise
1. ↑  "Salinera logra la mejor cosecha de los últimos 18 años, un 20% más que en 2015". In: Diario de Ibiza vom 18. Dezember 2016
2. ↑  "19.000 toneladas para el deshielo del norte de Europa". In: Diario de Ibiza vom 18. Dezember 2016
3. ↑  Diario de Ibiza vom 14. bis 16. September und 8. Oktober 2011
4. ↑  Diario de Ibiza vom 19. April 2012
5. ↑   Fiesta en Sant Francesc. In: Dario de Ibiza (auf Span.) vom 22. März 2022. Abgerufen am 27. Februar 2023
6. ↑  Joan Lluís Ferrer: Eivissa estrena un centre d'interpretació de les torres de defensa costaneres. In: El Temps. 19. August 2008, S. 50 f. (katalanisch, eltemps.cat [PDF; 449 kB]).